# Косычи
Косычи (укр. Косичі), до 1946 года Альфредовка — село в Глинянской городской общине Львовского района Львовской области Украины.
Население по переписи 2001 года составляло 59 человек. Занимает площадь 0,281 км². Почтовый индекс — 80726. Телефонный код — 3265.

## История
В документе 1400 года об учреждении римско-католического прихода в Выжнянах упоминается населенный пункт Kaszczyce (Кащице, Кащичи). Это, вероятно, и есть первоначальное название села, а также первое упоминание о нём.
К 1946 году в селе была польская колония, вблизи села находилось поместье, которым владел род Потоцких. По одной из версий название села происходит от слова «касса» — в селе была касса, где господин платил за работу в поместье.
С 1806 известно как Альфредовка. В 1946 году Указом ПВС УССР переименовано в Косычи.